# Sodar

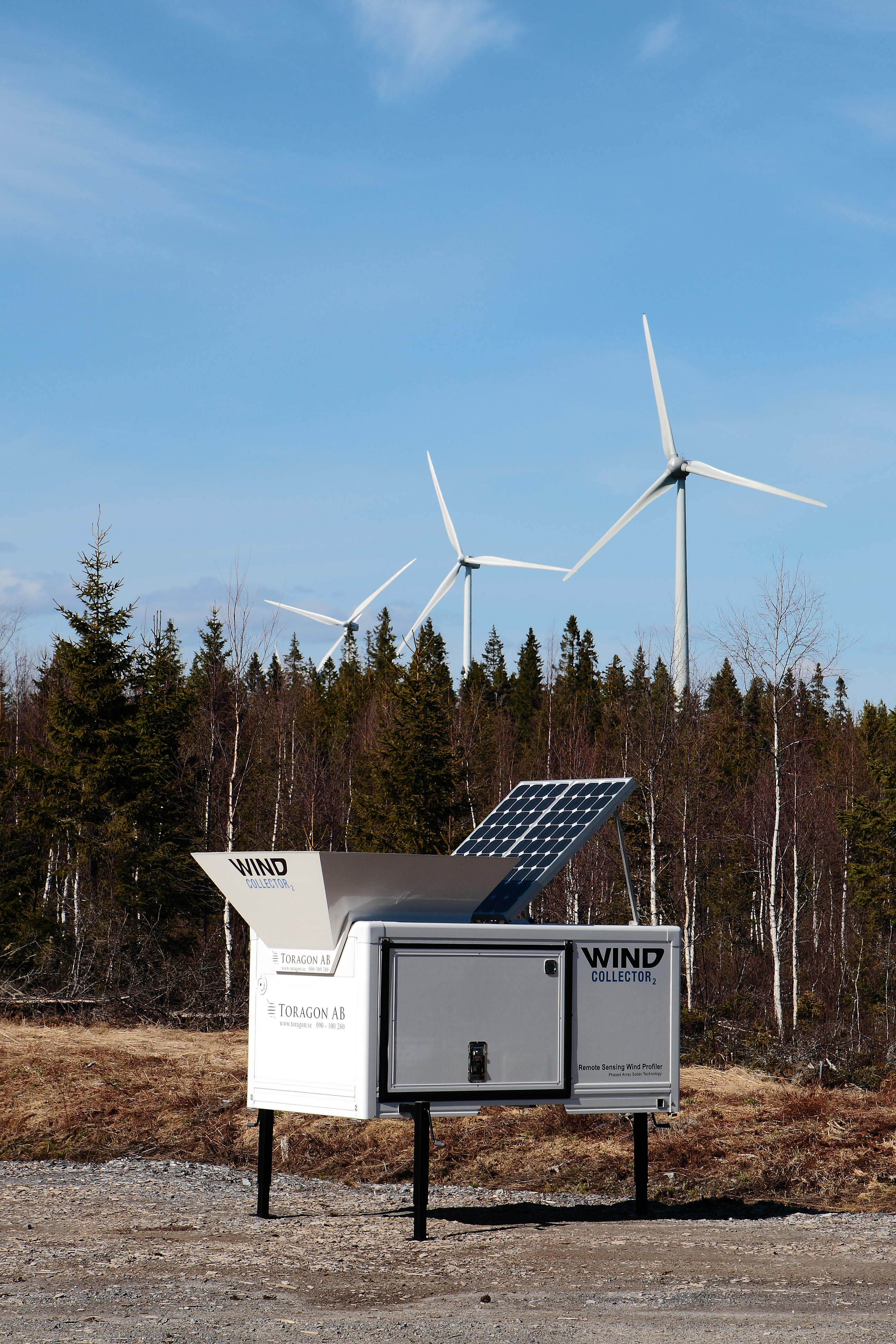
WindCollector2 från Toragon AB med inbyggd Phased Array SODAR SFAS från Scintec AG.

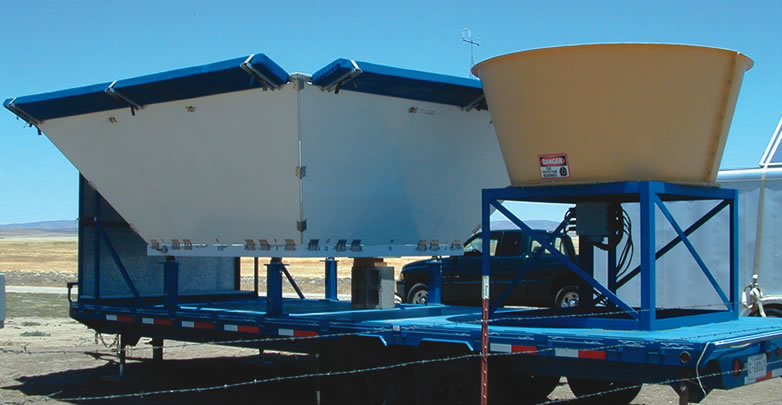
En sodar.

Sodar eller SODAR (akronym från engelskans Sonic Detection And Ranging) fungerar ungefär som radar eller lidar men använder ljudvågor i stället för mikrovågor respektive ljudvågor. Ljudpulser skickas ut i atmosfären och SoDAR går in i lyssningsläge för att lyssna efter eko. Detta görs med (minst) tre högtalare under en 10 minuters period för att skapa spektrum på varje mäthöjd som ska representera medelvindhastigheten. Skillnaden mellan utskickningsfrekvensen och ekofrekvensen används för att beräkna vindhastigheten på alla mäthöjder, med andra ord, dopplereffekt.
En sodar fungerar likadant som en sonar, men en sodar används i luft istället för i vatten.